# Zelleria aphrospora
Zelleria aphrospora là một loài bướm đêm thuộc họ Yponomeutidae. Nó được tìm thấy ở Úc.